# Setaria vatkeana
Setaria vatkeana là một loài thực vật có hoa trong họ Hòa thảo. Loài này được K.Schum. miêu tả khoa học đầu tiên năm 1887.